# Blomsterkrans
En blomsterkrans är en dekorativ eller symbolisk krans av växter och blommor. En blomsterkrans kan ligga vid kistan vid begravning. En blomsterkrans är ofta en del av en midsommarstång; den kan också bäras på huvudet, speciellt som en midsommarkrans men också vid till exempel födelsedagar på sommaren. 

## Bilder

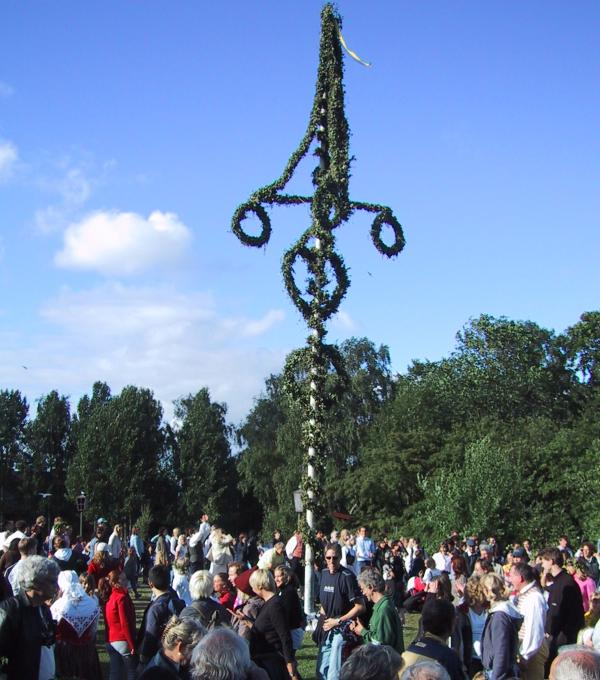
Två blomsterkransar på en midsommarstång.